# Takigawa Kazutoki
Takigawa Kazutoki (滝川 一時?; 1568 – 1603) fu un daimyō giapponese dei periodi Sengoku ed Edo, figlio ed erede di Takigawa Kazumasu.

## Biografia
Kazutoki nacque nel (1568) come secondo figlio di Takigawa Kazumasu. Servì Oda Nobunaga fin dalla tenera età e governò dei territori nelle province di Ise e Ōmi. Dopo la morte di Nobunaga nel 1582, si unì al padre che era fuggito dalla provincia di Shinano e assieme si opposero a Toyotomi Hideyoshi assieme ad altri vassalli Oda. Tuttavia nel 1583 Shibata Katsuie e Oda Nobutaka, che erano dalla loro parte, furono sconfitti da Hideyoshi nella battaglia di Shizugatake, dopo la quale i Takigawa entrarono al servizio di Hideyoshi.
Kazutoki partecipò alla battaglia di Komaki e Nagakute nel 1584 prestando servizio sotto Hideyoshi e fu sconfitto dalle forze alleate di Tokugawa Ieyasu e Oda Nobuo nella battaglia del castello di Kanie. Dopo la battaglia divenne custode di Toyotomi Hidenaga e gli assegnato un feudo da 12 000 koku. Kazutoki venne trasferito nel 1593 su richiesta di Ieyasu e gli fu assegnato un feudo da 14 000 kokua Shimōsa. Nella campagna di Sekigahara prese parte alla battaglia principale al fianco di Ieyasu.
Servì Tokugawa Hidetada dal 1602, ma si ammalò l'anno seguente e morì all'età di 36 anni. 